# Bahnstrecke Tours–Saint-Nazaire
| Loirebrücke bei Cinq-Mars |                              |                                                                                               |                                                                                               |
| Streckennummer (SNCF): | 515000                       |                                                                                               |                                                                                               |
| Kursbuchstrecke (SNCF): | 390, 380                     |                                                                                               |                                                                                               |
| Streckenlänge: | 282,4 km                     |                                                                                               |                                                                                               |
| Spurweite: | 1435 mm (Normalspur)         |                                                                                               |                                                                                               |
| Stromsystem: | 1500 V (Knoten Tours) =      |                                                                                               |                                                                                               |
| Stromsystem: | 25 KV 50 Hz (ab km 243,95) ~ |                                                                                               |                                                                                               |
| Maximale Neigung: | 8 ‰                          |                                                                                               |                                                                                               |
| Minimaler Radius: | 900 m                        |                                                                                               |                                                                                               |
| Streckengeschwindigkeit: | 220 km/h                     |                                                                                               |                                                                                               |
| Zweigleisigkeit: | durchgehend                  |                                                                                               |                                                                                               |
| |                              |                                                                                               |                                                                                               |
| \| \| \| Kilometrierung von Paris Austerlitz über Orléans \| \| \| \| 235,7 \| Tours \| Tours \| \| \| \| Bahnstrecke Paris–Bordeaux nach Paris und LGV Atlantique \| \| \| \| \| Bahnstrecke Paris–Bordeaux nach Bordeaux \| \| \| \| \| Verbindungskurve aus Paris \| \| \| \| 237,5 \| Bahnstrecke Tours–Le Mans nach Le Mans \| Bahnstrecke Tours–Le Mans nach Le Mans \| \| \| 241,4 \| Saint-Côme (zu La Riche) \| Saint-Côme (zu La Riche) \| \| \| 243,9 \| Trennung Gleich-/Wechselstrom \| Trennung Gleich-/Wechselstrom \| \| \| 244,9 \| Saint-Genouph \| Saint-Genouph \| \| \| 249,9 \| Savonnières \| Savonnières \| \| \| 254,2 \| Viaduc de Cinq-Mars / Loire \| Viaduc de Cinq-Mars / Loire \| \| \| 254,6 \| (Altarm der Loire) \| (Altarm der Loire) \| \| \| 255,8 \| Cinq-Mars-la-Pile \| Cinq-Mars-la-Pile \| \| \| 257,8 \| Autoroute A85 \| Autoroute A85 \| \| \| 260,2 \| Langeais \| Langeais \| \| \| 269,0 \| Saint-Patrice \| Saint-Patrice \| \| \| 276,9 \| La Chapelle-sur-Loire \| La Chapelle-sur-Loire \| \| \| \| Bahnstrecke Port-Boulet–Port-de-Piles nach Port-de-Piles \| \| \| \| 281,7 \| Port-Boulet \| Port-Boulet \| \| \| 289,7 \| Varennes-sur-Loire \| Varennes-sur-Loire \| \| \| 297,5 \| Bahnstrecke Chartres–Bordeaux von Bordeaux \| Bahnstrecke Chartres–Bordeaux von Bordeaux \| \| \| \| \| \| \| \| 299,1 \| Saumur eh. Saumur-Rive-Droite \| Saumur eh. Saumur-Rive-Droite \| \| \| \| nach Chartres \| \| \| \| 306,8 \| Saint-Martin-de-la-Place \| Saint-Martin-de-la-Place \| \| \| 310,2 \| Saint-Clément-des-Levées \| Saint-Clément-des-Levées \| \| \| 314,4 \| Les Rosiers-sur-Loire \| Les Rosiers-sur-Loire \| \| \| 320,1 \| La Ménitré \| La Ménitré \| \| \| 323,8 \| Saint-Mathurin-sur-Loire \| Saint-Mathurin-sur-Loire \| \| \| 330,5 \| La Bohalle \| La Bohalle \| \| \| 332,7 \| Authion \| Authion \| \| \| 336,5 \| Trélazé \| Trélazé \| \| \| \| Bahnstrecke Angers–La Flèche von La Flèche \| \| \| \| \| Bahnstrecke Loudun–Angers von Loudun \| \| \| \| \| Bahnstrecke Le Mans–Angers von Le Mans und LGV BPL \| \| \| \| \| Angers-Maître-École \| \| \| \| \| \| \| \| \| 342,4 \| Tunnel Angers \| Tunnel Angers \| \| \| 343,0 \| Angers-Saint-Laud \| Angers-Saint-Laud \| \| \| 348,8 \| Maine \| Maine \| \| \| 350,3 \| La Pointe – Bouchemaine \| La Pointe – Bouchemaine \| \| \| 354,5 \| Béhuard-les-Forges \| Béhuard-les-Forges \| \| \| 355,4 \| Savennières – Béhuard \| Savennières – Béhuard \| \| \| 358,4 \| La Possonnière \| La Possonnière \| \| \| \| Bahnstrecke La Possonnière–Niort nach Niort \| \| \| \| 363,5 \| Saint-Georges-sur-Loire \| Saint-Georges-sur-Loire \| \| \| 373,2 \| Champtocé-sur-Loire \| Champtocé-sur-Loire \| \| \| 376,9 \| Ingrandes \| Ingrandes \| \| \| 380,8 \| Montrelais \| Montrelais \| \| \| 385,2 \| Varades – Saint-Florent-le-Vieil \| Varades – Saint-Florent-le-Vieil \| \| \| 391,1 \| Anetz \| Anetz \| \| \| 397,2 \| Ancenis \| Ancenis \| \| \| 406,5 \| Oudon \| Oudon \| \| \| \| 3 Hangtunnel am Loireufer \| \| \| \| 410,0 \| Clermont-sur-Loire zu Le Cellier \| Clermont-sur-Loire zu Le Cellier \| \| \| 410,2 \| Tunnel Clermont (101 m) \| Tunnel Clermont (101 m) \| \| \| 412,1 \| Le Cellier \| Le Cellier \| \| \| 415,9 \| Mauves-sur-Loire \| Mauves-sur-Loire \| \| \| 420,9 \| Thouaré \| Thouaré \| \| \| 423,6 \| Sainte-Luce \| Sainte-Luce \| \| \| 424,4 \| Autoroute A811 \| Autoroute A811 \| \| \| 425,3 \| Route nationale 844 (Ring Nantes) \| Route nationale 844 (Ring Nantes) \| \| \| \| Rangierbahnhof Nantes-Blottereau \| \| \| \| \| Bahnstrecke Nantes–Châteaubriant v. Châteaubriant/Segré \| \| \| \| \| \| \| \| \| \| Bahnstrecke Nantes–Saint-Gilles-Croix-de-Vie n. Bordeaux, Gilles-Croix-de-Vie und Nantes-État \| \| \| \| \| \| \| \| \| 430,4 \| Nantes eh. Nantes-Orléans \| Nantes eh. Nantes-Orléans \| \| \| \| (Neutrassierung 1946–55) \| \| \| \| 430,7 \| Erdre/Canal de Nantes à Brest \| Erdre/Canal de Nantes à Brest \| \| \| \| Galerie de la Bourse (737 m) \| \| \| \| \| Erdre \| \| \| \| \| Bourse (Nantes) \| \| \| \| \| Tunnel de l’Héronnière (512 m) \| \| \| \| \| Galerie Saint-Louis (431 m) \| \| \| \| \| Tunnel de Chantenay (1191 m) \| \| \| \| \| \| \| \| \| 435,1 \| Chantenay (zu Nantes) \| Chantenay (zu Nantes) \| \| \| 436,6 \| Pont de Cheviré (Ring Nantes) \| Pont de Cheviré (Ring Nantes) \| \| \| 440,3 \| La Basse-Indre – Saint-Herblain \| La Basse-Indre – Saint-Herblain \| \| \| 445,7 \| Couëron \| Couëron \| \| \| 453,5 \| Saint-Étienne-de-Montluc \| Saint-Étienne-de-Montluc \| \| \| 459,1 \| Cordemais \| Cordemais \| \| \| 469,5 \| Savenay \| Savenay \| \| \| \| Bahnstrecke Savenay–Landerneau Richtung Rennes/Brest \| \| \| \| \| Verlegung 2022 \| \| \| \| 481,0 \| Donges mehrere Raffinerie- und Hafenanschlüsse \| Donges mehrere Raffinerie- und Hafenanschlüsse \| \| \| \| \| \| \| \| \| Bahnstrecke Sablé–Montoir-de-Bretagne \| \| \| \| 488,4 \| Montoir-de-Bretagne \| Montoir-de-Bretagne \| \| \| 490,7 \| Brivet \| Brivet \| \| \| 491,7 \| La Croix-de-Méan zu Saint-Nazaire \| La Croix-de-Méan zu Saint-Nazaire \| \| \| \| Alte Trasse nach Le Croisic \| \| \| \| 493 \| Penhoët zu Saint-Nazaire \| Penhoët zu Saint-Nazaire \| \| \| \| Hafenbahn \| \| \| \| \| \| \| \| \| 494,0 \| Saint-Nazaire Seit 1955 \| Saint-Nazaire Seit 1955 \| \| \| 494,5 \| Saint-Nazaire Alter Bahnnof \| Saint-Nazaire Alter Bahnnof \| \| \| \| Bahnstrecke Saint-Nazaire–Le Croisic seit 1955 \| \| |                              |                                                                                               |                                                                                               |
| |                              | Kilometrierung von Paris Austerlitz über Orléans                                              |                                                                                               |
| Kopfbahnhof Streckenanfang | 235,7                        | Tours                                                                                         | Tours                                                                                         |
| Abzweig geradeaus und nach links |                              | Bahnstrecke Paris–Bordeaux nach Paris und LGV Atlantique                                      | Bahnstrecke Paris–Bordeaux nach Paris und LGV Atlantique                                      |
| Abzweig geradeaus und nach links |                              | Bahnstrecke Paris–Bordeaux nach Bordeaux                                                      | Bahnstrecke Paris–Bordeaux nach Bordeaux                                                      |
| Abzweig geradeaus und von links |                              | Verbindungskurve aus Paris                                                                    | Verbindungskurve aus Paris                                                                    |
| Abzweig geradeaus und nach rechts | 237,5                        | Bahnstrecke Tours–Le Mans nach Le Mans                                                        | Bahnstrecke Tours–Le Mans nach Le Mans                                                        |
| Dienststation / Betriebs- oder Güterbahnhof | 241,4                        | Saint-Côme (zu La Riche)                                                                      | Saint-Côme (zu La Riche)                                                                      |
| Wechsel des Eisenbahninfrastrukturunternehmens | 243,9                        | Trennung Gleich-/Wechselstrom                                                                 | Trennung Gleich-/Wechselstrom                                                                 |
| Haltepunkt / Haltestelle | 244,9                        | Saint-Genouph                                                                                 | Saint-Genouph                                                                                 |
| Haltepunkt / Haltestelle | 249,9                        | Savonnières                                                                                   | Savonnières                                                                                   |
| Brücke über Wasserlauf | 254,2                        | Viaduc de Cinq-Mars / Loire                                                                   | Viaduc de Cinq-Mars / Loire                                                                   |
| Brücke | 254,6                        | (Altarm der Loire)                                                                            | (Altarm der Loire)                                                                            |
| Haltepunkt / Haltestelle | 255,8                        | Cinq-Mars-la-Pile                                                                             | Cinq-Mars-la-Pile                                                                             |
| Strecke mit Straßenbrücke | 257,8                        | Autoroute A85                                                                                 | Autoroute A85                                                                                 |
| Bahnhof | 260,2                        | Langeais                                                                                      | Langeais                                                                                      |
| Bahnhof | 269,0                        | Saint-Patrice                                                                                 | Saint-Patrice                                                                                 |
| Bahnhof | 276,9                        | La Chapelle-sur-Loire                                                                         | La Chapelle-sur-Loire                                                                         |
| Abzweig geradeaus und ehemals von links |                              | Bahnstrecke Port-Boulet–Port-de-Piles nach Port-de-Piles                                      | Bahnstrecke Port-Boulet–Port-de-Piles nach Port-de-Piles                                      |
| Dienststation / Betriebs- oder Güterbahnhof | 281,7                        | Port-Boulet                                                                                   | Port-Boulet                                                                                   |
| Bahnhof | 289,7                        | Varennes-sur-Loire                                                                            | Varennes-sur-Loire                                                                            |
| Strecke von links und von halblinks · Strecke quer | 297,5                        | Bahnstrecke Chartres–Bordeaux von Bordeaux                                                    | Bahnstrecke Chartres–Bordeaux von Bordeaux                                                    |
| |                              |                                                                                               |                                                                                               |
| Bahnhof | 299,1                        | Saumur eh. Saumur-Rive-Droite                                                                 | Saumur eh. Saumur-Rive-Droite                                                                 |
| Abzweig geradeaus und nach rechts |                              | nach Chartres                                                                                 | nach Chartres                                                                                 |
| ehemaliger Bahnhof | 306,8                        | Saint-Martin-de-la-Place                                                                      | Saint-Martin-de-la-Place                                                                      |
| ehemaliger Bahnhof | 310,2                        | Saint-Clément-des-Levées                                                                      | Saint-Clément-des-Levées                                                                      |
| Bahnhof | 314,4                        | Les Rosiers-sur-Loire                                                                         | Les Rosiers-sur-Loire                                                                         |
| Bahnhof | 320,1                        | La Ménitré                                                                                    | La Ménitré                                                                                    |
| Bahnhof | 323,8                        | Saint-Mathurin-sur-Loire                                                                      | Saint-Mathurin-sur-Loire                                                                      |
| Bahnhof | 330,5                        | La Bohalle                                                                                    | La Bohalle                                                                                    |
| Brücke über Wasserlauf | 332,7                        | Authion                                                                                       | Authion                                                                                       |
| ehemaliger Bahnhof | 336,5                        | Trélazé                                                                                       | Trélazé                                                                                       |
| Strecke quer · Abzweig quer und von rechts |                              | Bahnstrecke Angers–La Flèche von La Flèche                                                    | Bahnstrecke Angers–La Flèche von La Flèche                                                    |
| Abzweig geradeaus und ehemals von links · Kreuzung geradeaus unten · Strecke quer |                              | Bahnstrecke Loudun–Angers von Loudun                                                          | Bahnstrecke Loudun–Angers von Loudun                                                          |
| Abzweig geradeaus und von rechts · Strecke |                              | Bahnstrecke Le Mans–Angers von Le Mans und LGV BPL                                            | Bahnstrecke Le Mans–Angers von Le Mans und LGV BPL                                            |
| Bahnhof · Strecke |                              | Angers-Maître-École                                                                           | Angers-Maître-École                                                                           |
| Verschwenkung nach links |                              |                                                                                               |                                                                                               |
| Tunnel | 342,4                        | Tunnel Angers                                                                                 | Tunnel Angers                                                                                 |
| Bahnhof | 343,0                        | Angers-Saint-Laud                                                                             | Angers-Saint-Laud                                                                             |
| Brücke über Wasserlauf | 348,8                        | Maine                                                                                         | Maine                                                                                         |
| Dienststation / Betriebs- oder Güterbahnhof | 350,3                        | La Pointe – Bouchemaine                                                                       | La Pointe – Bouchemaine                                                                       |
| ehemaliger Bahnhof | 354,5                        | Béhuard-les-Forges                                                                            | Béhuard-les-Forges                                                                            |
| Haltepunkt / Haltestelle | 355,4                        | Savennières – Béhuard                                                                         | Savennières – Béhuard                                                                         |
| Bahnhof | 358,4                        | La Possonnière                                                                                | La Possonnière                                                                                |
| Abzweig geradeaus und nach links |                              | Bahnstrecke La Possonnière–Niort nach Niort                                                   | Bahnstrecke La Possonnière–Niort nach Niort                                                   |
| ehemaliger Bahnhof | 363,5                        | Saint-Georges-sur-Loire                                                                       | Saint-Georges-sur-Loire                                                                       |
| Bahnhof | 373,2                        | Champtocé-sur-Loire                                                                           | Champtocé-sur-Loire                                                                           |
| Bahnhof | 376,9                        | Ingrandes                                                                                     | Ingrandes                                                                                     |
| ehemaliger Haltepunkt / Haltestelle | 380,8                        | Montrelais                                                                                    | Montrelais                                                                                    |
| Bahnhof | 385,2                        | Varades – Saint-Florent-le-Vieil                                                              | Varades – Saint-Florent-le-Vieil                                                              |
| ehemaliger Bahnhof | 391,1                        | Anetz                                                                                         | Anetz                                                                                         |
| Bahnhof | 397,2                        | Ancenis                                                                                       | Ancenis                                                                                       |
| Bahnhof | 406,5                        | Oudon                                                                                         | Oudon                                                                                         |
| Tunnel |                              | 3 Hangtunnel am Loireufer                                                                     | 3 Hangtunnel am Loireufer                                                                     |
| ehemaliger Bahnhof | 410,0                        | Clermont-sur-Loire zu Le Cellier                                                              | Clermont-sur-Loire zu Le Cellier                                                              |
| Tunnel | 410,2                        | Tunnel Clermont (101 m)                                                                       | Tunnel Clermont (101 m)                                                                       |
| Haltepunkt / Haltestelle | 412,1                        | Le Cellier                                                                                    | Le Cellier                                                                                    |
| Bahnhof | 415,9                        | Mauves-sur-Loire                                                                              | Mauves-sur-Loire                                                                              |
| Bahnhof | 420,9                        | Thouaré                                                                                       | Thouaré                                                                                       |
| ehemaliger Haltepunkt / Haltestelle | 423,6                        | Sainte-Luce                                                                                   | Sainte-Luce                                                                                   |
| Strecke mit Straßenbrücke | 424,4                        | Autoroute A811                                                                                | Autoroute A811                                                                                |
| Strecke mit Straßenbrücke | 425,3                        | Route nationale 844 (Ring Nantes)                                                             | Route nationale 844 (Ring Nantes)                                                             |
| Dienststation / Betriebs- oder Güterbahnhof |                              | Rangierbahnhof Nantes-Blottereau                                                              | Rangierbahnhof Nantes-Blottereau                                                              |
| Abzweig geradeaus und von rechts |                              | Bahnstrecke Nantes–Châteaubriant v. Châteaubriant/Segré                                       | Bahnstrecke Nantes–Châteaubriant v. Châteaubriant/Segré                                       |
| |                              |                                                                                               |                                                                                               |
| Abzweig geradeaus, nach links und von links |                              | Bahnstrecke Nantes–Saint-Gilles-Croix-de-Vie n. Bordeaux, Gilles-Croix-de-Vie und Nantes-État | Bahnstrecke Nantes–Saint-Gilles-Croix-de-Vie n. Bordeaux, Gilles-Croix-de-Vie und Nantes-État |
| |                              |                                                                                               |                                                                                               |
| Bahnhof | 430,4                        | Nantes eh. Nantes-Orléans                                                                     | Nantes eh. Nantes-Orléans                                                                     |
| |                              | (Neutrassierung 1946–55)                                                                      |                                                                                               |
| Strecke · Brücke über Wasserlauf | 430,7                        | Erdre/Canal de Nantes à Brest                                                                 | Erdre/Canal de Nantes à Brest                                                                 |
| Strecke (außer Betrieb) · Tunnelanfang |                              | Galerie de la Bourse (737 m)                                                                  | Galerie de la Bourse (737 m)                                                                  |
| Brücke über Wasserlauf (Strecke außer Betrieb) · Strecke |                              | Erdre                                                                                         | Erdre                                                                                         |
| Bahnhof (Strecke außer Betrieb) · Strecke |                              | Bourse (Nantes)                                                                               | Bourse (Nantes)                                                                               |
| Strecke nach links (außer Betrieb) · Kreuzung · Strecke von rechts (außer Betrieb) |                              | Tunnel de l’Héronnière (512 m)                                                                | Tunnel de l’Héronnière (512 m)                                                                |
| Tunnelende · Strecke (außer Betrieb) |                              | Galerie Saint-Louis (431 m)                                                                   | Galerie Saint-Louis (431 m)                                                                   |
| Tunnel · Strecke |                              | Tunnel de Chantenay (1191 m)                                                                  | Tunnel de Chantenay (1191 m)                                                                  |
| |                              |                                                                                               |                                                                                               |
| Bahnhof | 435,1                        | Chantenay (zu Nantes)                                                                         | Chantenay (zu Nantes)                                                                         |
| Strecke mit Straßenbrücke | 436,6                        | Pont de Cheviré (Ring Nantes)                                                                 | Pont de Cheviré (Ring Nantes)                                                                 |
| Bahnhof | 440,3                        | La Basse-Indre – Saint-Herblain                                                               | La Basse-Indre – Saint-Herblain                                                               |
| Haltepunkt / Haltestelle | 445,7                        | Couëron                                                                                       | Couëron                                                                                       |
| Bahnhof | 453,5                        | Saint-Étienne-de-Montluc                                                                      | Saint-Étienne-de-Montluc                                                                      |
| Haltepunkt / Haltestelle | 459,1                        | Cordemais                                                                                     | Cordemais                                                                                     |
| Bahnhof | 469,5                        | Savenay                                                                                       | Savenay                                                                                       |
| Abzweig geradeaus und nach rechts |                              | Bahnstrecke Savenay–Landerneau Richtung Rennes/Brest                                          | Bahnstrecke Savenay–Landerneau Richtung Rennes/Brest                                          |
| Verschwenkung nach rechts und ehemals nach links |                              | Verlegung 2022                                                                                | Verlegung 2022                                                                                |
| Haltepunkt / Haltestelle · Bahnhof (Strecke außer Betrieb) | 481,0                        | Donges mehrere Raffinerie- und Hafenanschlüsse                                                | Donges mehrere Raffinerie- und Hafenanschlüsse                                                |
| Verschwenkung von rechts und ehemals von links |                              |                                                                                               |                                                                                               |
| Abzweig geradeaus und ehemals von rechts |                              | Bahnstrecke Sablé–Montoir-de-Bretagne                                                         | Bahnstrecke Sablé–Montoir-de-Bretagne                                                         |
| Bahnhof | 488,4                        | Montoir-de-Bretagne                                                                           | Montoir-de-Bretagne                                                                           |
| Brücke über Wasserlauf | 490,7                        | Brivet                                                                                        | Brivet                                                                                        |
| Haltepunkt / Haltestelle | 491,7                        | La Croix-de-Méan zu Saint-Nazaire                                                             | La Croix-de-Méan zu Saint-Nazaire                                                             |
| Abzweig geradeaus, ehemals nach rechts und ehemals von rechts |                              | Alte Trasse nach Le Croisic                                                                   | Alte Trasse nach Le Croisic                                                                   |
| Haltepunkt / Haltestelle | 493                          | Penhoët zu Saint-Nazaire                                                                      | Penhoët zu Saint-Nazaire                                                                      |
| Abzweig geradeaus und nach links |                              | Hafenbahn                                                                                     | Hafenbahn                                                                                     |
| Verschwenkung nach rechts und ehemals nach links |                              |                                                                                               |                                                                                               |
| Bahnhof · Strecke (außer Betrieb) | 494,0                        | Saint-Nazaire Seit 1955                                                                       | Saint-Nazaire Seit 1955                                                                       |
| Strecke · Kopfbahnhof Streckenende (Strecke außer Betrieb) | 494,5                        | Saint-Nazaire Alter Bahnnof                                                                   | Saint-Nazaire Alter Bahnnof                                                                   |
| |                              | Bahnstrecke Saint-Nazaire–Le Croisic seit 1955                                                |                                                                                               |

Die Bahnstrecke Tours–Saint-Nazaire ist eine der radialen Hauptbahnstrecken in Frankreich. Sie führt durch die Regionen Centre-Val de Loire und Pays de la Loire. In Tours schließt sie an die Bahnstrecke Paris–Bordeaux an und verläuft von dort in westlicher Richtung entlang der Loire bis zu deren Mündung bei Saint-Nazaire. Der wichtigste Zwischenhalt ist der Bahnhof Nantes, der über diese Bahnstrecke mit Paris verbunden ist. Über die Bahnstrecke Saint-Nazaire–Le Croisic führt sie bis an die Atlantikküste.
Sie trägt beim Infrastrukturbetreiber SNCF Réseau die Nummer 515000.

## Geschichte

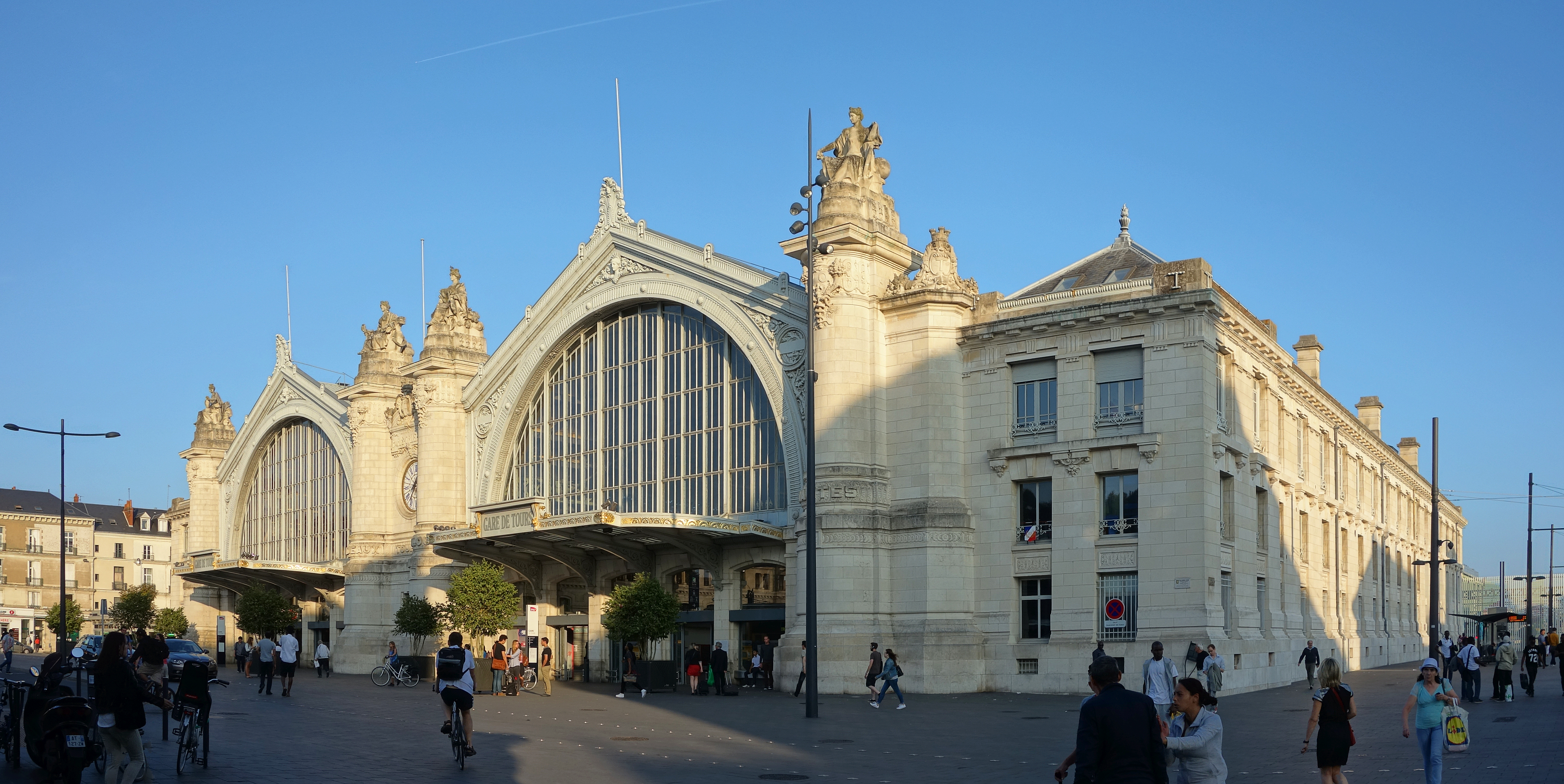
Der Kopfbahnhof in Tours

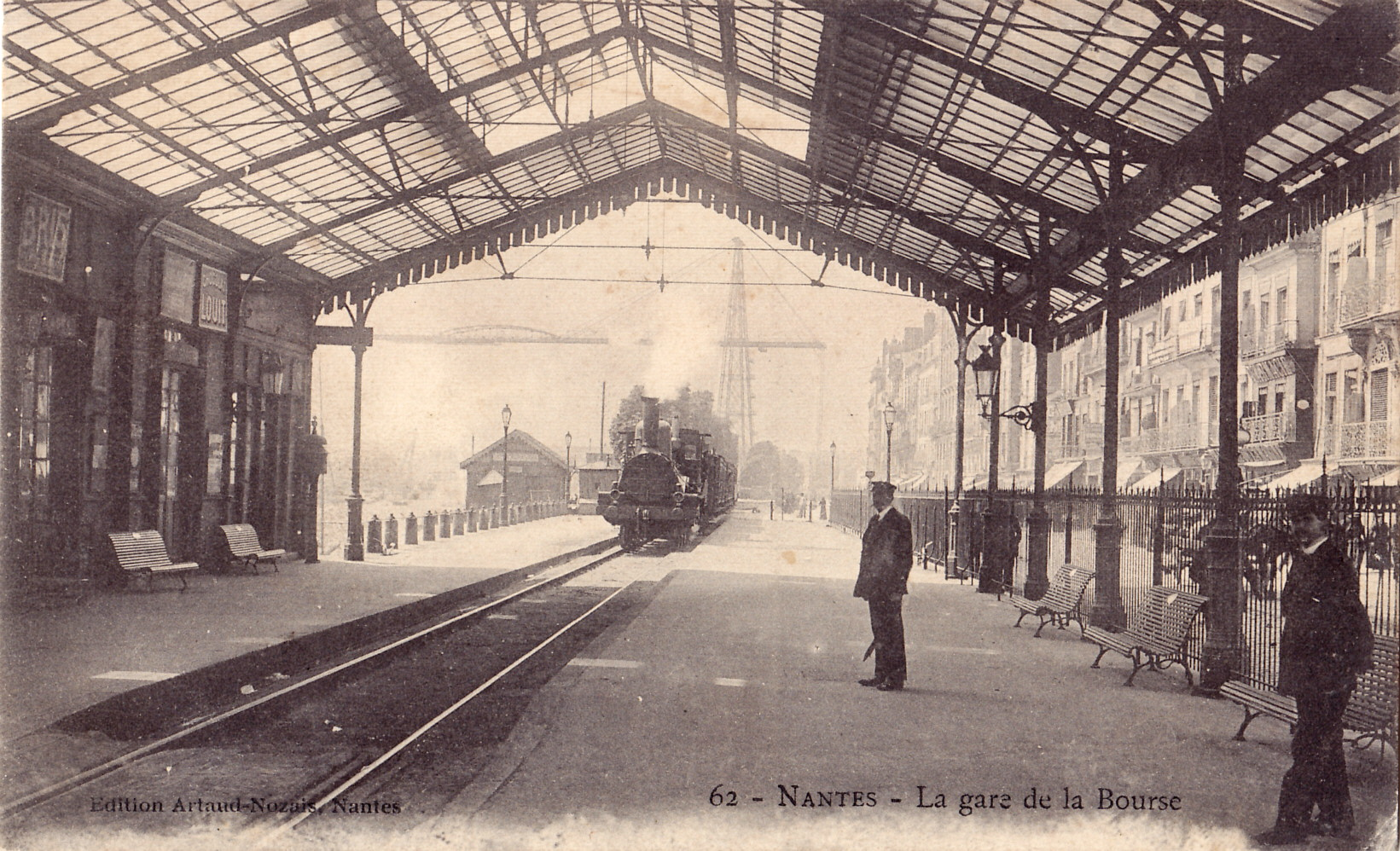
Alter Bahnhof Gare de la Bourse in Nantes, um 1905

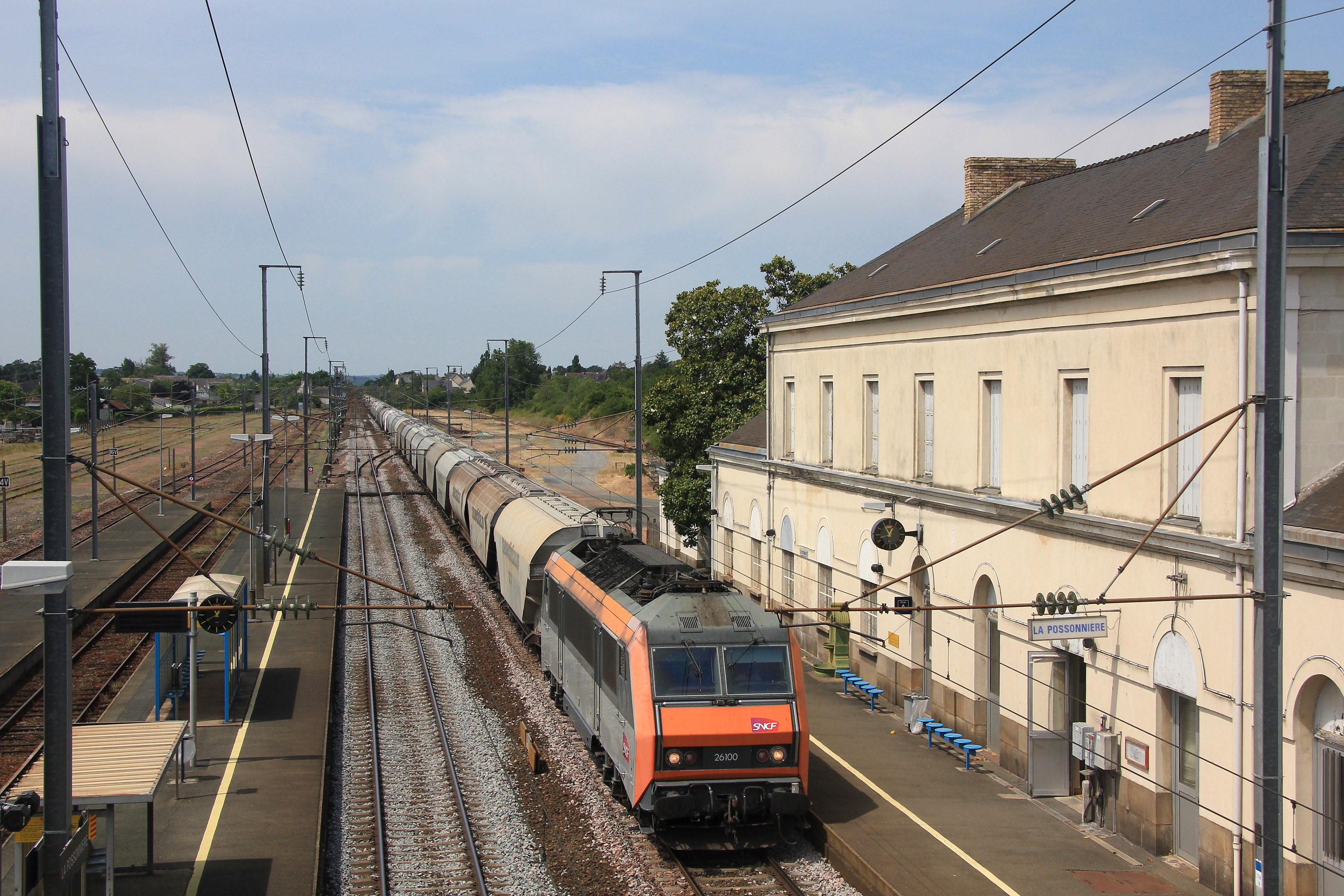
Ein von einer BB 26100 gezogener Getreidezug durchfährt La Possonnière in Richtung Tours

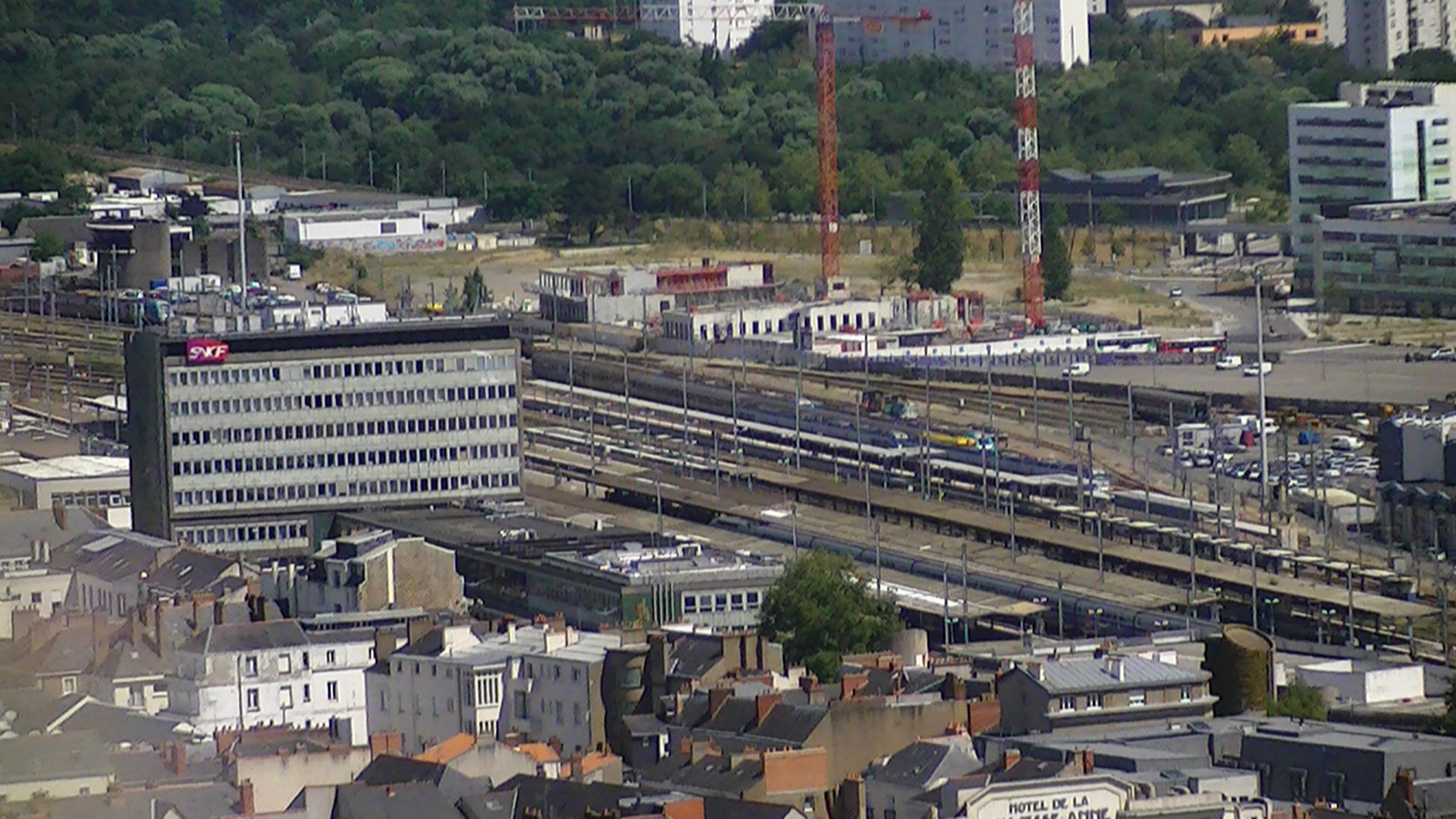
Bahnhof Nantes vom Hochhaus Tour Bretagne aus gesehen

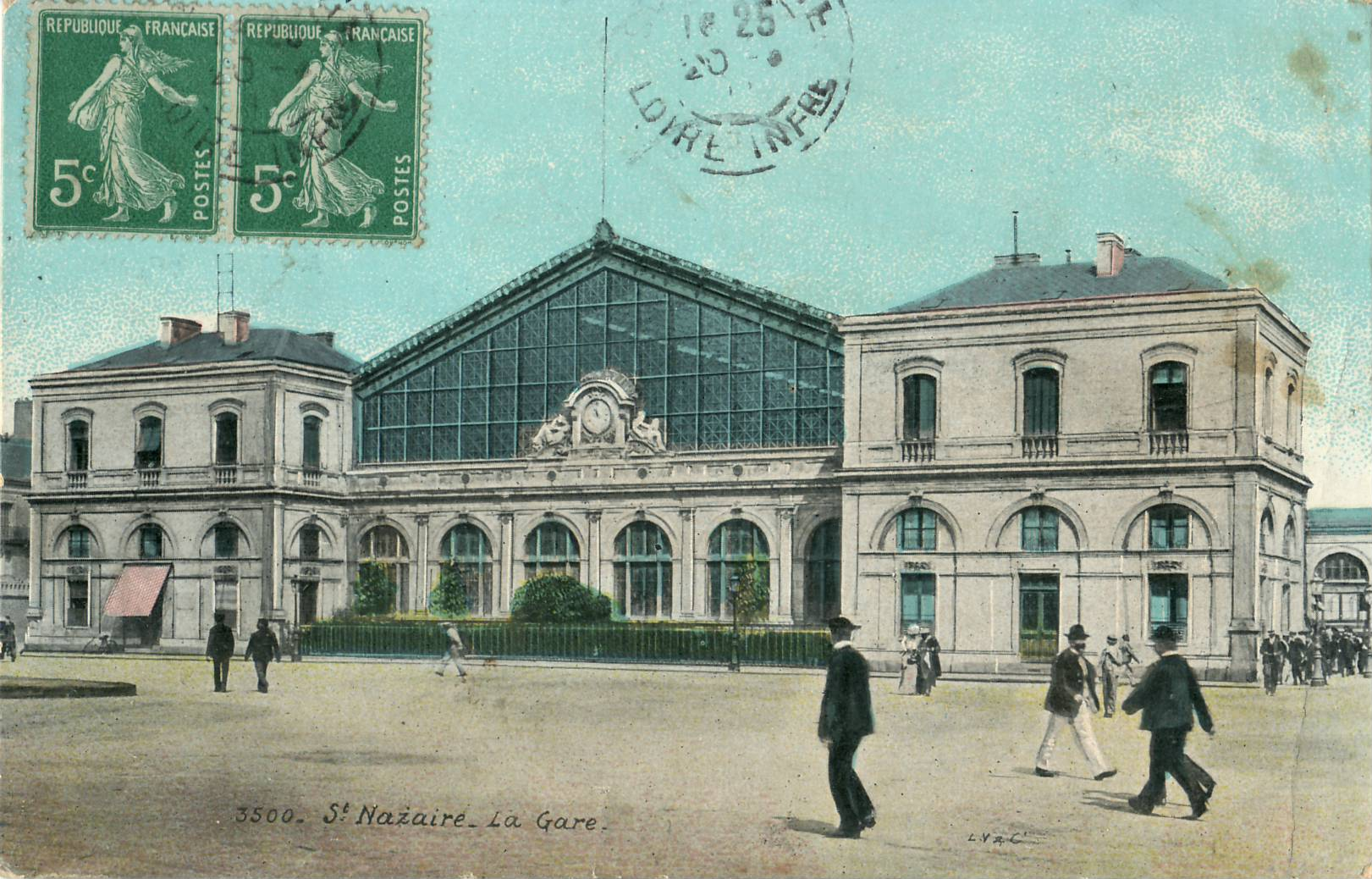
Der 1950 geschlossene erste Bahnhof von Saint-Nazaire

### Eröffnungsdaten
- 20. Dezember 1848 Tours–Saumur
- 1. August 1849 Saumur–Angers
- 21. August 1851 Angers–Nantes
- 1. August 1854 Verlängerung in Nantes
- 10. August 1857 Nantes–Saint-Nazaire

### Entwicklung
In einem Gesetz vom 11. Juni 1842 wurden mehrere heutige Hauptstrecken, darunter auch eine von Paris nach Tours und von dort sowohl über Bordeaux an die spanische Grenze als auch nach Nantes beschlossen.
Am 19. Juli 1845 wurde die Ausschreibung der Strecke Tours–Nantes, gleichzeitig mit der Bahnstrecke Paris–Straßburg, freigegeben.
Die Konzession für Bau und Betrieb wurde am 25. November 1845 den Geschäftsleuten Mackensie, Dufeu, O’Neill, Drouillard, la Croix-Saint-Pierre, Leroy und de Surville erteilt.
Am 13. und 15. Dezember 1845 wurde die Compagnie du chemin de fer de Tours à Nantes als Betriebsgesellschaft gegründet, am 17. Dezember erhielt sie per Verordnung die Zulassung und die Erlaubnis, die Konzession zu übernehmen.
Zwischenzeitlich eröffnete die Compagnie du chemin de fer d'Orléans à Bordeaux am 2. April 1845 den Streckenabschnitt Orléans–Tours, durch den Tours mit Paris verbunden wurde.
Die Compagnie du chemin de fer de Tours à Nantes eröffnete am 20. Dezember 1848 den Abschnitt von Tours nach Saumur für Passagiere und am 20. Februar 1849 für den Güterverkehr. Am 1. August 1849 folgte der Abschnitt bis zu einem provisorischen Bahnhof in Angers; weiter nach Nantes wurde die Bahn ab 21. August 1851 im Güter und ab 25. August 1851 im Personenverkehr betrieben.
Mit Vertragsschluss am 18. März und staatlicher Genehmigung vom 27. März 1852 wurde die Betriebsgesellschaft und die Konzession von der Compagnie du chemin de fer de Paris à Orléans (PO) übernommen.
1853 wurde die Bahn entlang der Kaianlagen in Nantes verlängert. Am 18. März 1853 wurde die Verlängerung nach Saint-Nazaire an die PO vergeben. Dieser Abschnitt wurde am 10. August 1857 eröffnet.
Der ursprünglich eingleisige Abschnitt Nantes–Saint-Nazaire wurde in 3 Abschnitten zweigleisig ausgebaut:
- von Montoir-de-Bretagne nach Saint-Nazaire am 8. September 1884 (gleichzeitig mit der Eröffnung der Bahnstrecke Sablé–Montoir-de-Bretagne durch die Ouest, die damit eine Alternativroute Paris Montparnasse über Le Mans und Châteaubriant nach Saint-Nazaire anbot);
- von Chantenay nach Savenay am 12. Januar 1885;
- von Savenay nach Montoir-de-Bretagne am 8. Juni 1899.

In der Region Loire-Atlantique war die Strecke entlang der Loire verlegt worden. In Nantes verlief sie bis Mitte des 20. Jahrhunderts auf den Kaianlagen in der Innenstadt (insbesondere dem Quai de la Fosse), wodurch nicht weniger als 23 Bahnübergänge auf einem Abschnitt von 4,7 km notwendig wurden. Sie stellte eine erhebliche Unfallgefahr für Fußgänger dar und die Geschwindigkeit wurde auf 16 km/h begrenzt. Im Rahmen des Zuschüttens des nördlichen Flussarms wurde es möglich, die Strecke hier ein Stück nach Süden in den ehemaligen Flusslauf zu verlegen; im weiteren Verlauf unterquert sie die alte Trasse und Teile der Innenstadt in einer Folge von vier Tunnelbauwerken, von denen die östlichen drei direkt ineinander übergehen. Dieser Abschnitt wurde 1955 eröffnet.
Der anfängliche Bahnhof in Saint-Nazaire war ein Kopfbahnhof, Personenzüge, die über die 1879 eröffnete Bahnstrecke Saint-Nazaire–Le Croisic nach Le Croisic weiter fahren wollten, mussten die Fahrtrichtung wechseln; Güterzüge konnten Saint-Nazaire über ein Gleisdreieck umfahren. 1955 wurde eine 4600 m lange Neutrassierung mit einem Durchgangsbahnhof eingerichtet und der Kopfbahnhof aufgegeben.
Die Strecke wurde in drei Abschnitten elektrifiziert: Am 4. Mai 1982 von Tours bis zur Trennstelle bei Sainte-Saint-Côme (Streckenkilometer 234,0) mit Gleichstrom 1,5 kV und von dort bis Saumur mit Wechselstrom 25 kV 50 Hz; am 16. September 1983 zwischen Saumur und Nantes zusammen mit Le Mans–Angers; und am 14. Mai von Nantes bis Saint-Nazaire und weiter bis Le Croisic.
Die ursprüngliche Trasse durchquerte die Ölraffinerie in Donges, etwa 80 Züge pro Tag fuhren durch das Gelände der Firma Total. Eine 4,5 km lange nördliche Umfahrung mit einem Haltepunkt, der auch näher an der Ortsmitte liegt, wurde 2022 in Betrieb genommen.

## Trassierung
Von Orléans über Tours bis Nantes verlaufen die Bahnstrecken nah der Loire, nur in Tours folgt sie dem Cher. Sie hat vergleichsweise wenige Kurven und Steigungen, so dass dort heutzutage sogar ein Nahverkehrszug, der Interloire mit 200 km/h verkehrt, ebenso zahlreiche TGV zwischen Angers und Nantes. Trotz der Geschwindigkeiten ist die Strecke bei Touristen beliebt.
Unterhalb von Nantes liegen die Industrieanlagen an der Loiremündung, darunter auch die Ölraffinerie von Donges, beidseitig der Strecke.
Die längsten Brücken sind die Loirebrücke zwischen Villandry und Cinq-Mars-la-Pile (203 m) und die anschließende Flutbrücke über einen Altarm (200 m).

## Infrastruktur
Die Strecke hat ein sehr günstiges Profil. Daher kann sie mit 160 km/h zwischen Tours und Angers befahren werden, nur die Bahnübergänge verhindern höhere Geschwindigkeiten trotz der gradlinigen Trasse sowie zwischen Ancenis und Mauves-sur-Loire.
Zwischen Angers und Ancenis ist sie weitgehend auf 220 km/h ausgebaut, ebenso zwischen Mauves-sur-Loire und Sainte-Luce-sur-Loire (kurz vor Nantes).
Der Abschnitt Nantes–Chantenay wird mit 100 km/h befahren, von dort bis Saint-Nazaire mit 140 bis 160 km/h.
Die Strecke ist durchgehend zweigleisig. In Richtung Saint-Nazaire gibt es Überholgleise in Port-Boulet, Saumur, Angers, Ingrandes-sur-Loire, Nantes und Savenay; ein weiteres in Ancenis wird untersucht. In der Gegenrichtung befinden sie sich in Savenay, Nantes, Ancenis, Arades – Saint-Florent-le-Vieil, Angers, Saumur und Maby-Dort bei Saint-Patrice.

## Verkehr
Die Strecke dient dem Güter-, Regional- und Fernverkehr. Die TGV Paris–Nantes fahren üblicherweise über den Nordast der LGV Atlantique entweder über Le Mans oder über die LGV Bretagne-Pays de la Loire nach Sable und von dort aus weiter über die Bahnstrecke Le Mans–Angers, so dass sie ab Angers diese Strecke nutzen; Paris und Nantes sind in knapp zwei Stunden miteinander verbunden. Einige TGV fahren weiter bis Saint-Nazaire und Le Croisic. Zwischen Nantes und Savenay wird die Strecke auch von Zügen benutzt, die über die Bahnstrecke Savenay–Landerneau von und nach Rennes oder Brest fahren, sie verbindet damit auch Südfrankreich mit der Bretagne.
Der Abschnitt von Angers nach Nantes ist annähernd ausgelastet. Auf dieser für bis zu 220 km/h ausgebauten Strecke mischen sich Güterverkehr, Regionalbahnen, schneller Regionalverkehr und TGV; die Betriebslage ist problematisch und behindert eine Ausweitung des Angebotes.

## Planungen

### Umbau Bahnanlagen in Ancenis
Um mehr Verkehr, insbesondere zusätzliche Vorortzüge zwischen Ancenis und Nantes zu ermöglichen, soll der Bahnhof Ancenis umgestaltet werden. Hierzu soll ein Wendegleis zwischen den durchgehenden Hauptgleisen angelegt und ein weiteres Überholgleis gebaut werden.